# Procampylaspis bituberculata
Procampylaspis bituberculata is een zeekommasoort uit de familie van de Nannastacidae. De wetenschappelijke naam van de soort is voor het eerst geldig gepubliceerd in 1920 door Hansen.